# Ley del seguro
La Ley del seguro (保険法　ほけんほう) (Ley 58/2008, promulgada el 6 de junio, y con entrada en vigor el 1 de abril de 2010) es una ley japonesa que regula con carácter general la perfección, eficacia, pago de prestaciones y terminación del contrato de seguro, incluyendo los contratos de seguros mutuos y de asistencia mutua. 
Con anterioridad a la promulgación de esta ley, el término "Ley del seguro" hacía referencia al Título X del Libro II del Código de comercio (Ley 48/1899, artículos 629 a 683) y, en lo que respecta al seguro marítimo, al Título VI del Libro III de dicho Código (artículos 815 a 841). Esta nueva ley fue promulgada como un código único independiente del Código de Comercio en materia de seguros, si bien el seguro marítimo siguen encontrando su fuente jurídica en el Código de Comercio, quedando el Título VI del Libro III del Código fuera de la reforma de 2008, así como en la Ley de Transporte Marítimo Internacional de Mercancías.

## Sinopsis de la ley
La Ley del Seguro ha establecido nuevas disposiciones sobre los llamados seguros del tercer sector (denominados seguros de accidentes y de enfermedad de prestación fija en la nueva ley), que prevén prestaciones en caso de enfermedad o siniestro, y que no existían en la antigua regulación presente en el Código de Comercio. Además, al incluir como objeto de regulación de la ley los contratos de asistencia mutua, que tienen el mismo contenido que los contratos de seguro, el contenido de la misma pasa a normativizar los contratos de seguro de forma general.
Asimismo, también se establecen nuevas disposiciones que fortalecen la protección de los asegurados, por ejemplo, relajando la obligación del asegurado de informar, que ahora se entiende cumplida cuando la persona da respuesta a los apartados del cuestionario que a tal fin le ha de proporcionar el asegurador.
En un sentido amplio, la Ley reguladora de la actividad aseguradora (Ley 105/1995, de 7 de junio) se denomina a veces Ley del seguro, sin embargo, en dicha ley lo que se supervisan las entidades que intervienen en el negocio asegurador así como las solicitudes de seguros.

## Estructura de la ley
- Capítulo I: Normas generales (artículos 1 y 2)
- Capítulo II: Seguros de daños
  - Apartado I: Perfección del contrato (artículos 3 a 7)
  - Apartado II: Eficacia (artículos 8 a 12)
  - Apartado III: Pago de prestaciones (artículos 13 a 26)
  - Apartado IV: Terminación (artículos 27 a 33)
  - Apartado V: Normas especiales en relación con los seguros de accidente y enfermedad de prestación fija (artículos 34 y 35)
  - Aparatado VI: Exepciones (artículo 36)
- Capítulo III: Seguros de vida
  - Apartado I: Perfección del contrato (artículos 37 a 41)
  - Apartado II: Eficacia (artículos 42 a 49)
  - Apartado III: Pago de prestaciones (artículos 50 a 53)
  - Apartado IV: Terminación (artículos 54 a 65)
- Capítulo IV: Seguros de accidente y enfermedad de prestación fija
  - Apartado I: Perfección del contrato (artículos 66 a 70)
  - Apartado II: Eficacia (artículos 71 a 78)
  - Apartado III: Pago de prestaciones (artículos 79 a 82)
  - Apartado IV: Terminación (artículos 83 a 94)
- Capítulo V: Otras disposiciones (artículos 95 y 96)
- Disposiciones complementarias

### Estructura anterior (Título X del Libro II del Código de comercio)
- Título X: Seguros
  - Apartado I: Seguros de daños
    - Subapartado I: Normas generales (artículos 629 a 664)
    - Subapartado II: Seguros de hogar (artículos 665 a 668)
    - Subapartado III: Seguros de transporte de mercancías (artículos 669 a 672)

  - Apartado II: Seguros de vida (artículos 673 a 683)

Tras la reforma de 2008, todo el título X fue suprimido.

## Artículos relacionados
- Seguro
- Seguro de vida
- Seguro de daños